# Бердянський державний педагогічний університет
Бердянський державний педагогічний університет (раніше Бердянський державний педагогічний університет ім. Осипенко) — вищий навчальний заклад IV рівня акредитації, що спеціалізується на підготовці педагогів, журналістів, істориків, філологів, музикантів, хореографів, спортсменів, психологів, реабілітологів, юристів. Тимчасово переміщений до м. Запоріжжя. Сучасна назва з 2002 року.

## Історія
Відлік історії розпочинається з серпня 1872 року, коли було отримано дозвіл на будівництво у Бердянську чоловічої класичної гімназії.
Головний корпус Бердянського державного педагогічного університету споруджено у 1876 р. за проектом військового інженеру К. Єльського(1837—1896).
Гімназія працювала до 1919 року. В ній навчалися такі відомі люди як бактеріолог В. Хавкін та «червоний адмірал» П. П. Шмідт, викладали відомий український композитор та поет-перекладач П. І. Ніщинський (Петро Байда) та математик А. З. Епіфанов.
Враховуючи нестачу кваліфікованих кадрів учителів та викладачів з різних дисциплін у школах, училищах, технікумах, коледжах та ліцеях міста та навколишніх районів, а також вимоги реформування вищої школи, університет протягом свого існування здійснив різноманітні реорганізації, не раз змінюючи спеціальності та спеціалізації.
У жовтні 1932 року на базі Вчительського технікуму було створено вчительський, а потім і педагогічний інститут. Від 1939 до 2002 інститут носив ім'я П. Д. Осипенко.
Під час окупації у 1941–1943 років у будівлі працював німецький госпіталь.
У 1958 році в інституті навчалось 872 студенти, в тому числі 332 заочники.
Станом на 01.01.2009 року в університеті навчалося 7656 студентів (3466 — денної форми навчання, 4190 — заочної).
Ректори:
- 1966—1981 рр. — Демиденко Василь Купріянович,
- 2001—2010 — Крижко Василь Васильович кандидат педагогічних наук, професор
- 2011—2016 рр. — Зарва Вікторія Анатоліївна, доктор філологічних наук, професор.
- З 2016 року — Богданов Ігор Тимофійович, доктор педагогічних наук, професор.

## Структура університету
У структурі університету — 6 факультетів, економіко-гуманітарний коледж, 28 кафедр, де навчальний процес забезпечують 29 докторів наук, професорів, 186 кандидатів наук, доцентів. За період існування в ньому підготовлено понад 40 тисяч педагогічних працівників, створено навчально-матеріальну, кадрову, науково-дослідну та соціально-культурну базу, яка плідно використовується для підвищення інтелектуально-духовного потенціалу держави та нації.
Факультети:
- Факультет філології та соціальних комунікацій;
- Факультет психолого-педагогічної освіти та мистецтв;
- Факультет дошкільної, спеціальної та соціальної освіти;
- Факультет фізичної культури, спорту та здоров'я людини;
- Факультет фізико-математичної, комп'ютерної та технологічної освіти;
- Гуманітарний-економічний факультет;
  1. Кафедра економіки, підприємництва та фінансів

- Також до складу входить економіко-гуманітарний коледж.

Підготовка докторів філософії здійснюється за такими спеціальностями: 014 Середня освіта (за предметними спеціалізаціями), 015 Професійна освіта (за спеціалізаціями), 032 Історія та археологія, 035 Філологія, 051 Економіка.
Підготовка докторів наук здійснюється за такими спеціальностями: 014 Середня освіта (за предметними спеціалізаціями), 015 Професійна освіта (за спеціалізаціями), 035 Філологія.
Навчально-виховний процес і наукова діяльність університету спрямовані на постійне вдосконалення, що зумовлено змінами парадигм освіти, концепцій навчання й виховання, форм і методів практичної діяльності педагогів, упровадженням інноваційної діяльності у сфері науки й освіти. Адміністрація університету приділяє належну увагу матеріально-технічному забезпеченню навчального процесу. Університет має 2 гуртожитки, студентську їдальню, буфет, спортивно-оздоровчий табір, читальні зали, актові та спортивні зали, спортивні майданчики, навчальні майстерні. Аудиторії, лабораторні приміщення обладнані відповідно до сучасних вимог наочним приладдям і комп'ютерною технікою. Університетська комп'ютерна мережа об'єднує всі навчальні корпуси і студентські гуртожитки, що забезпечує доступ до мережі Інтернет та дає можливість студентам безкоштовно користуватися електронними бібліотечними фондами й електронними версіями навчальних дисциплін свого та інших навчальних закладів і центрів інформації. Функціонує бездротова мережа за допомогою технології Wi-Fi для забезпечення оперативного доступу мобільними пристроями до внутрішніх і зовнішніх ресурсів за допомогою Інтернету.

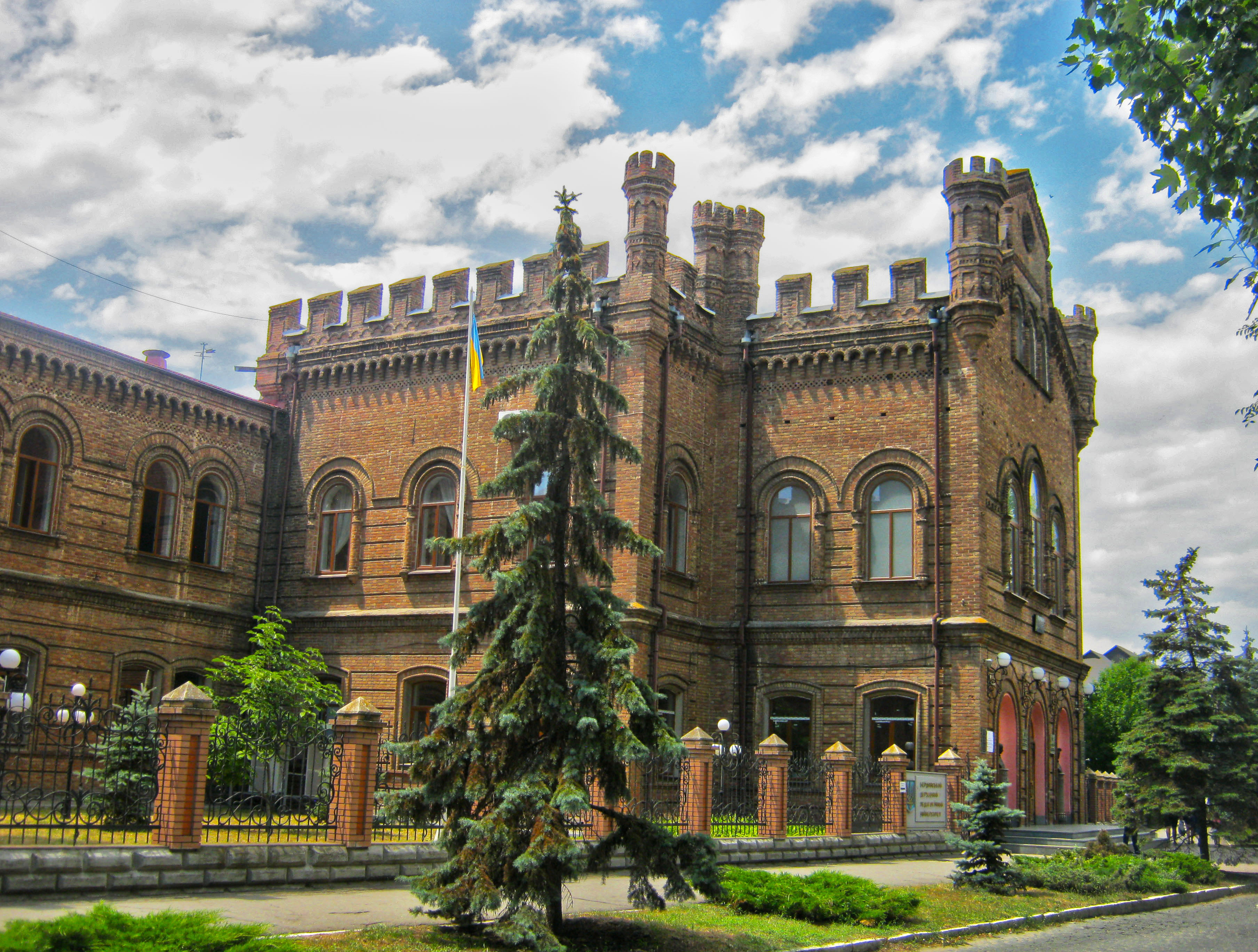
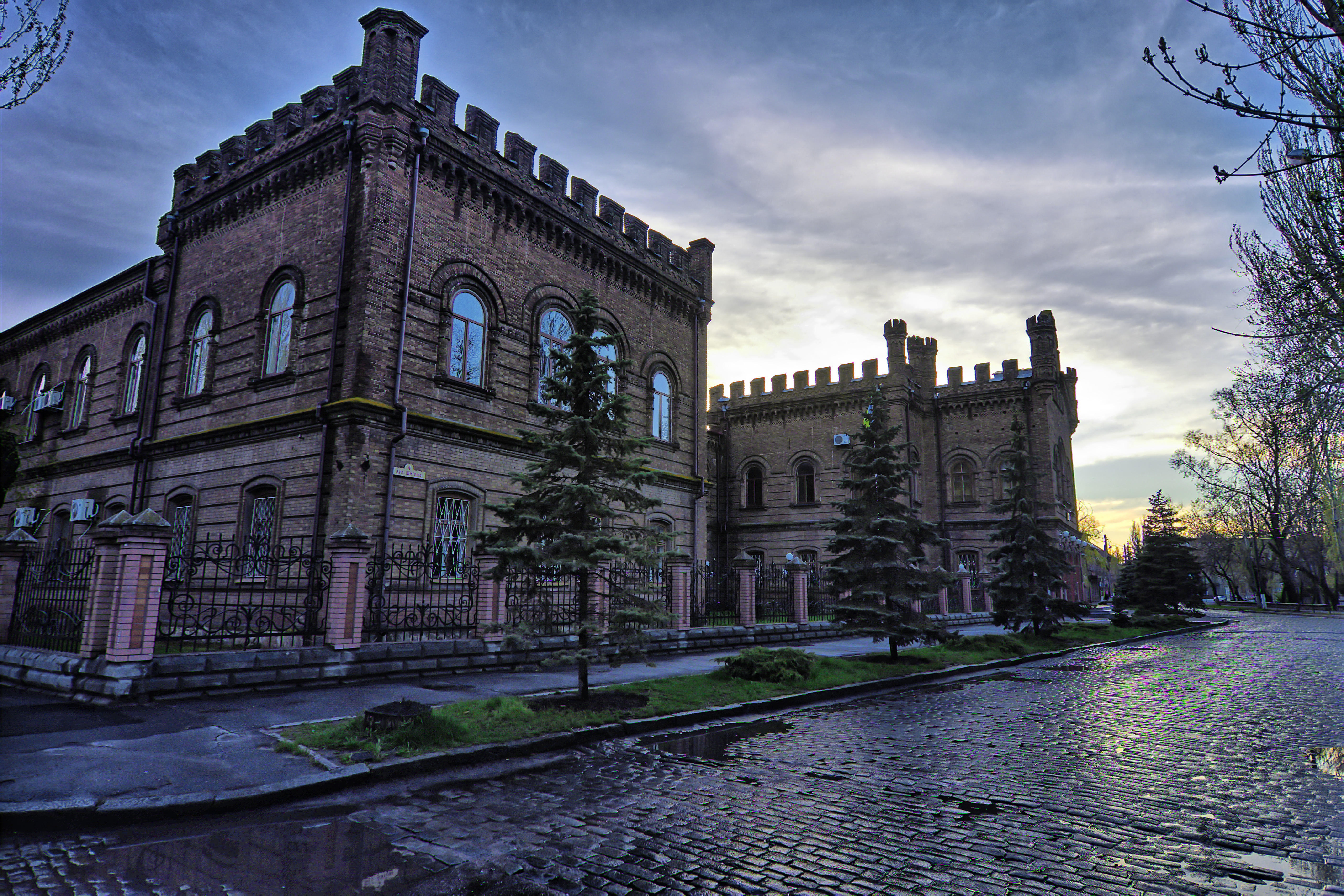
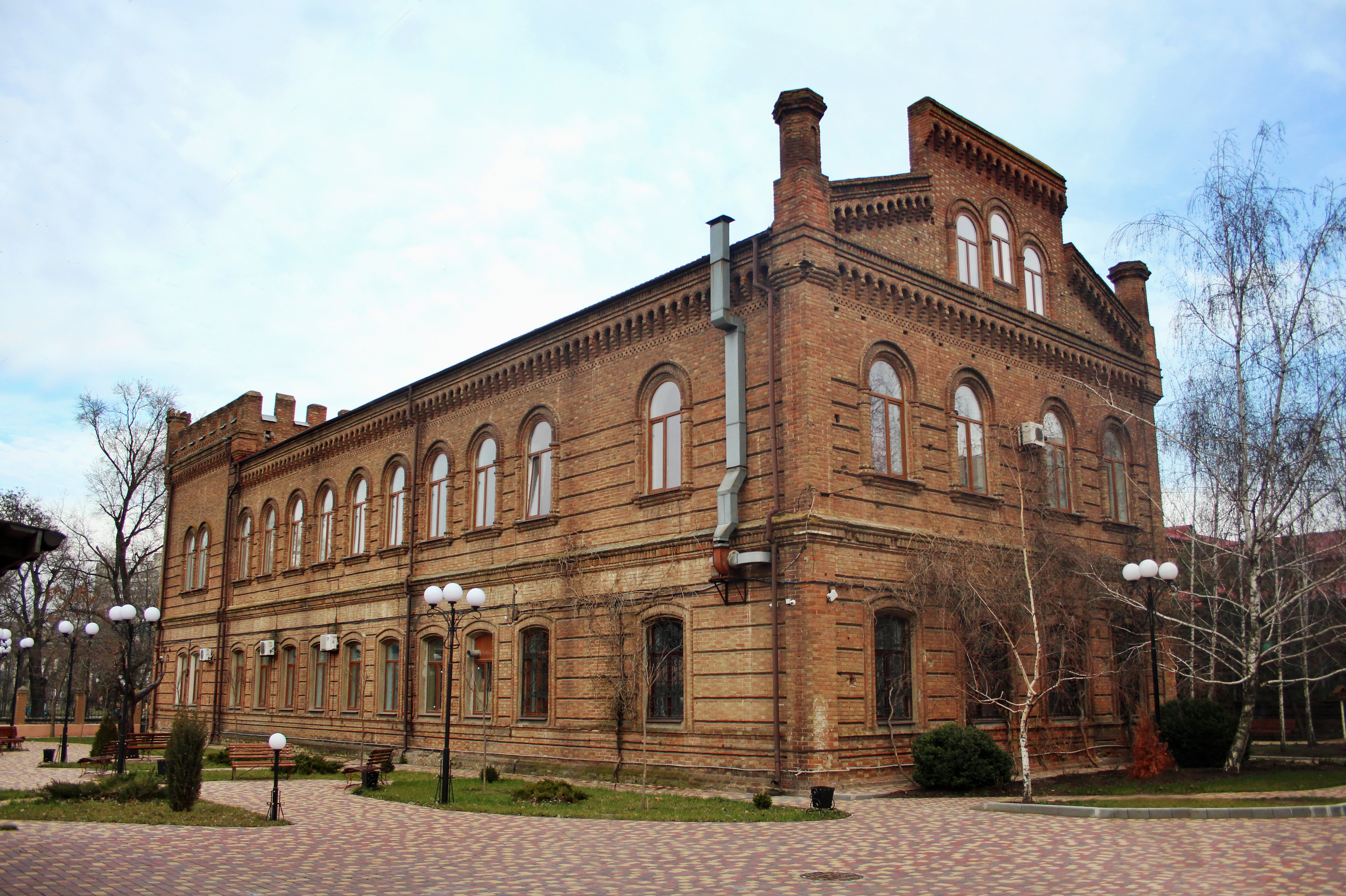

## Викладачі
- Кушнірюк Сергій Георгійович
- Мурзін В'ячеслав Юрійович
- Рвачов Володимир Логвинович
- Коваль Людмила Вікторівна
- Барбашова Ірина Анатоліївна
- Харлан Ольга Дмитрівна
- Жигірь Вікторія Іванівна
- Єфименко Микола Миколайович
- Ачкан Віталій Валентинович
- Школа Олександр Васильович
- Кузнєцова Олена Яківна

## Рейтинги та репутація
У жовтні 2024 року, Державна служба якості освіти, як центральний орган виконавчої влади України, що реалізує державну політику у сфері освіти, зокрема з питань забезпечення якості освіти, оприлюднив оновлений рейтинг університетів, які мають високий ступінь ризику. До переліку університетів з високим ступенем ризику увійшов, зокрема, й Бердянський державний педагогічний університет.